# Elicura
Elicura ( mapudungun para "piedra transparente" (lüg: «transparente», kura: «piedra») ) es el nombre de un lonco mapuche que aparece en el poema épico La Araucana de Alonso de Ercilla. Según se cuenta en el poema, era señor de la quebrada de Elicura, junto al lago Lanalhue, en el corazón de la Cordillera de Nahuelbuta, en el centro-sur de Chile. Compitió contra Caupolicán para la elección de toqui. Formó parte del consejo de Lautaro.